# Agrosoma medleri
Agrosoma medleri är en insektsart som beskrevs av Nielson et Godoy 1995. Agrosoma medleri ingår i släktet Agrosoma och familjen dvärgstritar. Inga underarter finns listade i Catalogue of Life.